# Qahhor Mahkamow
Qahhor  Mahkamow (tadschikisch Қаҳҳор Маҳкамов, russisch Кахар Махкамович Махкамов Kachar Machkamowitsch Machkamow, englisch Kakhar Makhkamovich Makhkamov; * 16. April 1932 in Chodschent, Tadschikische SSR, Sowjetunion; † 8. Juni 2016 in Duschanbe, Tadschikistan) war ein sowjetisch-tadschikischer Staatsmann, Erster Sekretär der Kommunistischen Partei Tadschikistans, Politbüromitglied des Zentralkomitees der KPdSU und erster Präsident der Tadschikischen SSR.

## Biographie
Mahkamow wurde im nordtadschikischen Chudschand in eine Arbeiterfamilie hineingeboren. 1953 absolvierte er die Staatliche Bergbau-Universität Sankt Petersburg (damals Leningrad) und begann im selben Jahr in einem Schacht in der Stadt Schurab der Provinz Sughd zu arbeiten. Mit der Zeit arbeitete er sich zum stellvertretenden Chefingenieur hoch und stieg bis zum Minenleiter auf.
1957 trat Mahkamow der KPdSU bei und übernahm mit nur 24 Jahren die Leitung des staatlichen Bergbautrusts „Tadschikugol“. 1961 wurde er zum Vorsitzenden des städtischen Exekutivkomitees von Chudschand, zwei Jahre später zum Vorsitzenden des staatlichen Planungsausschusses der Tadschikischen SSR ernannt.
Zwischen 1965 und 1982 war Mahkamow als stellvertretender Vorsitzender und anschließend bis 1986 als Vorsitzender des Ministerrates der Tadschikischen SSR tätig.
Im Dezember 1985 wurde Mahkamow zum Ersten Sekretär des Zentralkomitees (ZK) der Kommunistischen Partei Tadschikistans gewählt. Von 1986 bis 1991 war er zudem Mitglied des Zentralkomitees der KPdSU und saß vom Juli 1990 bis August 1991 im Politbüro des ZK.
Im April 1990 wurde Mahkamow zum Vorsitzenden des Obersten Sowjets der Tadschikischen SSR und im November desselben Jahres zum Präsidenten der Republik gewählt. Mit wachsenden Unruhen gegen die Sowjetmacht sprach der Oberste Sowjet Tadschikistans in einer außerordentlichen Sitzung Ende August 1991 der Regierung Mahkamow das Misstrauen aus und zwang ihn zum Rücktritt. Eine Woche später legte Mahkamow all seine Regierungsämter nieder.
Nach dem Ausscheiden aus den Regierungsgeschäften setzte Mahkamow seine politischen Aktivitäten fort. Er saß als lebenslanges Mitglied in der Obersten Versammlung Tadschikistans und vertrat das Land in der Eurasischen Wirtschaftsunion.